# Église de Kaumakapili
L'église de Kaumakapili est une église protestante située dans le quartier de Kapālama (en) à Honolulu, dans l'État américain d'Hawaï.

## Historique et description
L'église est fondée le 1er août 1838 à l'angle des rues Smith et Beretania. Elle est censée servir le peuple, au contraire de l'église de Kawaiahao fréquentée par la noblesse.
Un nouvel édifice en brique et en bois est construit de 1881 à 1888. Cependant, il est détruit par l'incendie de Chinatown, déclenché pour mettre fin à une épidémie de peste bubonique.
Un troisième édifice est construit dès 1910 à l'emplacement actuel, au 766 North King Street. Il est consacré en 1911. En 1993, le bureau Mason Architects restaure l'église pour un coût de 2,4 millions de dollars, après que l'édifice a été endommagé par des catastrophes naturelles et des actes de vandalisme.
L'église de Kaumakapili est inscrite au Registre national des lieux historiques le 5 mai 2008.